# Montignac (Gironda)
 Montignac  es una población y comuna francesa, situada en la región de Aquitania, departamento de Gironda, en el distrito de Langon y cantón de Targon.

## Demografía
| 133 | 102 | 91 | 111 | 100 | 111 |
| Para los censos de 1962 a 1999 la población legal corresponde a la población sin duplicidades (Fuente: INSEE [Consultar]) |     |    |     |     |     |